# Mohammed Hazzaz
Mohammed Hazzaz (en árabe: حميد الهزاز‎; Fez, Marruecos; 30 de noviembre de 1945 – Fez, Marruecos; 13 de enero de 2018) fue un futbolista de Marruecos que jugó en la posición de guardameta.

## Carrera

### Club
Jugó toda su carrera con el MAS Fez de 1962 a 1984 con quien disputó 281 partidos, ganó tres títulos de liga y uno de copa.

### Selección nacional
Jugó para Marruecos en 73 ocasiones de 1969 a 1979, jugó en la Copa Mundial de Fútbol de 1970 en el empate 1-1 ante Bulgaria, los Juegos Olímpicos de Múnich 1972, los Juegos Panarábicos de 1976 y en dos ediciones de la Copa Africana de Naciones.

## Logros

### Club
- Botola (3): 1965, 1979, 1983
- Copa del Trono (1): 1980

### Selección nacional
- Copa Africana de Naciones (1): 1976

### Individual
- Equipo Ideal de la Copa Africana de Naciones 1976.